# Taíno

Grupos tainos a la llegada de los europeos, al final del siglo XV. En verde, ubicación de los caribes, pueblos belicosos de origen arahuaco como los taínos.

Los taínos son los habitantes indígenas de las islas Lucayas de Bahamas e Islas Turcas y Caicos,  las Antillas Mayores de Cuba, Jamaica, La Española y Puerto Rico, y el norte de las Antillas Menores, incluyendo las Islas Vírgenes, Anguila, San Martín, Antigua y Barbuda, y San Cristóbal y Nieves. Se trata de un pueblo arahuaco que llegó procedente de América del Sur, específicamente de la desembocadura del río Orinoco, Venezuela, pasando de isla en isla, reduciendo o asimilando a los pobladores más antiguos, como los guanajatabeyes, los ciguayos y los mazorijes, cuyas culturas son anteriores a la llegada de los taínos. La lengua taína pertenece a la familia lingüística macroarahuacana, que se extiende desde América del Sur a través del Caribe.
En el momento de la llegada de Cristóbal Colón en 1492, había cinco cacicazgos taínos en el territorio de La Española (hoy República Dominicana y Haití ), cada uno dirigido por un cacique principal (jefe), a quien se le rendía homenaje. Puerto Rico también fue dividida en cacicazgos. Al jefe o cacique de la tribu se le pagaba un tributo significativo. Los caciques tenían el privilegio de llevar colgantes de oro llamados chain, viviendo en bohíos rectangulares en lugar de ovalados que los pobladores habitaban y sentándose en taburetes de madera cuando recibían huéspedes. En el momento de la conquista española, los mayores asentamientos de población taína podían llegar hasta 3000 personas cada uno. Los taínos competían tradicionalmente contra sus vecinos: las tribus caribes, otro grupo originario de América del Sur, que vivían principalmente en las Antillas Menores. La relación entre los dos grupos ha sido objeto de mucho estudio. Durante gran parte del siglo XII, la tribu taína estaba siendo conducida hacia el noroeste del Caribe (lo que hoy es América del Sur) debido a las incursiones de los caribes, muchas mujeres caribes hablaban lengua taína debido a la gran cantidad de mujeres taínas cautivas entre ellos.
En el siglo XVIII, la sociedad taína había sido devastada por enfermedades introducidas tales como la viruela, así como otros factores tales como los matrimonios mixtos o interraciales y la asimilación forzada a la economía de plantación que España, Francia, Inglaterra, Dinamarca y Países Bajos impusieron en sus colonias del Caribe, con la posterior importación de trabajadores esclavos africanos. El primer brote de viruela registrado en La Española se produjo en diciembre de 1518 o enero de 1519. Pese a todo, varios pueblos indígenas sobrevivieron hasta el siglo XIX en Cuba. Los españoles que llegaron por primera vez a las Bahamas, Cuba y La Española en 1492 y más tarde a Puerto Rico, no llevaron mujeres. Tomaron a las mujeres taínas por sus esposas, lo que dio como resultado un importante mestizaje.

## Introducción

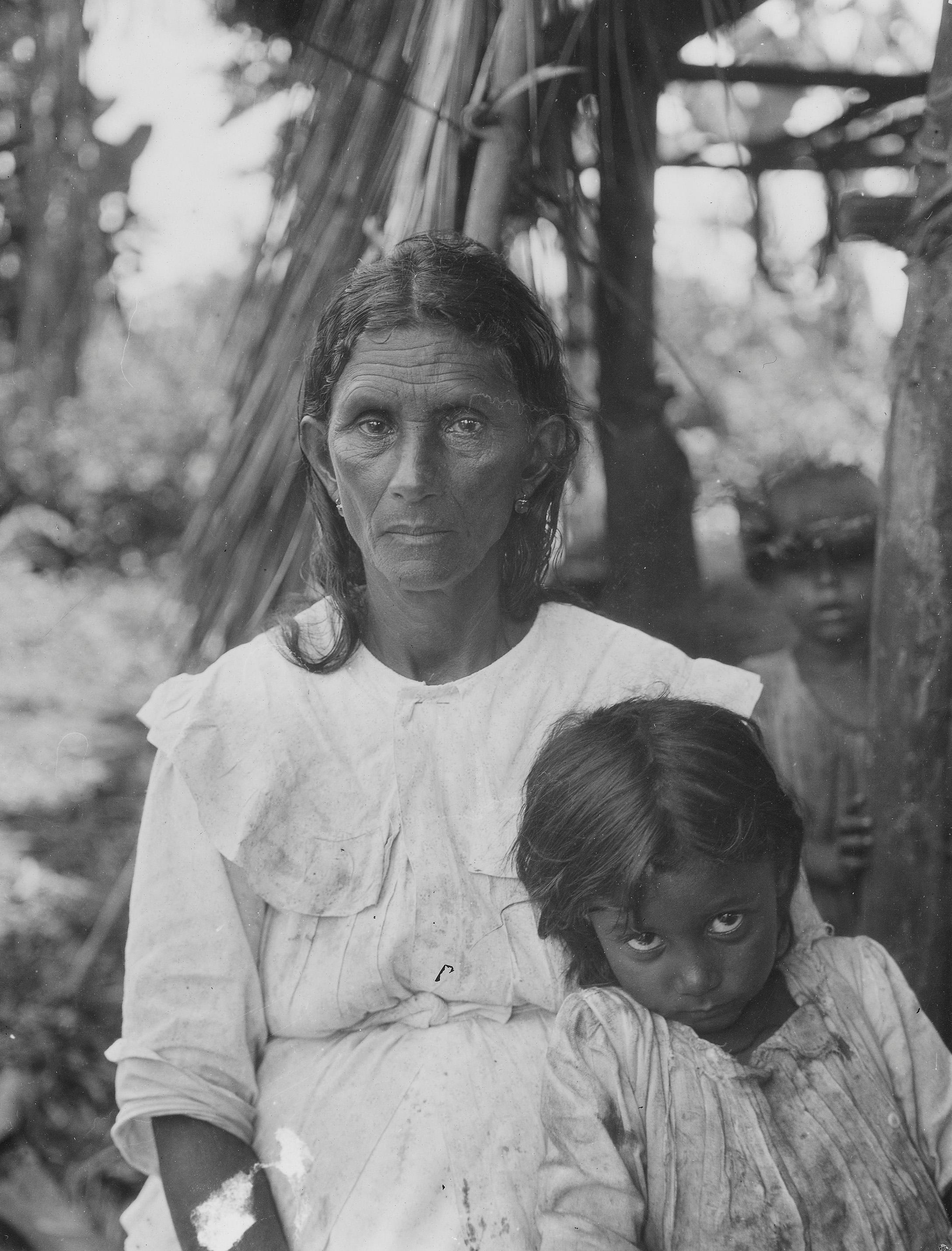
Mujer indígena (probablemente Luisa Gainsa) y una niña en Baracoa, Cuba en 1919.

Cuando los primeros navegantes españoles llegaron a las islas del Caribe, los diversos cacicazgos de La Española estaban en plena lucha con los caribes procedentes de América del Sur y que ya habían conquistado la mayoría de las Antillas Menores. En ese entonces la sociedad taína se dividía en unos cinco reinos controlados por caciques, a quienes se les pagaba tributo. El fraile Bartolomé de las Casas (1484-1566), en su libro Historia general de las Indias, relata que en el año de 1508 quedaban unos 60 000 taínos en la isla La Española; para 1531 la explotación y las enfermedades habían reducido el número a 600. Estudios actuales, sin embargo, han cuestionado tales afirmaciones.
Étnicamente no todos los habitantes de La Española eran propiamente taínos, ya que además del taíno clásico se habrían hablado el ciguayo y el mazorí, que según De las Casas eran tres lenguas diferentes y mutuamente no inteligibles. Entre los pueblos taínos, De las Casas sugiere que existían varias lenguas entre ellos:
- Taíno clásico, hablado en Cuba oriental y la mayor parte de La Española, algunos asentamientos esporádicos al oeste de la provincia de Oriente, en Cuba central y occidental, así como en las islas Lucayas meridionales (Islas Turcas y Caicos) y Puerto Rico.[7]

El taíno clásico tenía diferentes variantes regionales, de las cuales el taíno del cacicazgo de Jaraguá se consideraba el más elegante y prestigioso. El taíno clásico de Jaraguá también sirvió como segunda lengua por los hablantes de otras lenguas de la región, así como lingua franca del comercio y la cultura. Según De las Casas era una lengua que casi todos conocían y podían entender, aunque claramente coexistía con otras lenguas en las Antillas Mayores.
- Taíno ciboney, era la lengua hablada en el extremo suroccidental de La Española, la mayor parte de Cuba oriental y central y probablemente Jamaica.

En el extremo oriental de Cuba, también se habría hablado una lengua diferente por los guanajatabeyes, cuyo origen no puede precisarse debido a la rápida extinción del grupo. En algunas islas como Jamaica o Dominica los taínos e iñeris permanecieron como grupo diferenciado hasta por lo menos finales del siglo XVIII, cuando estaban en proceso de mestizaje con la población de origen europeo y africano.

### Procedencia

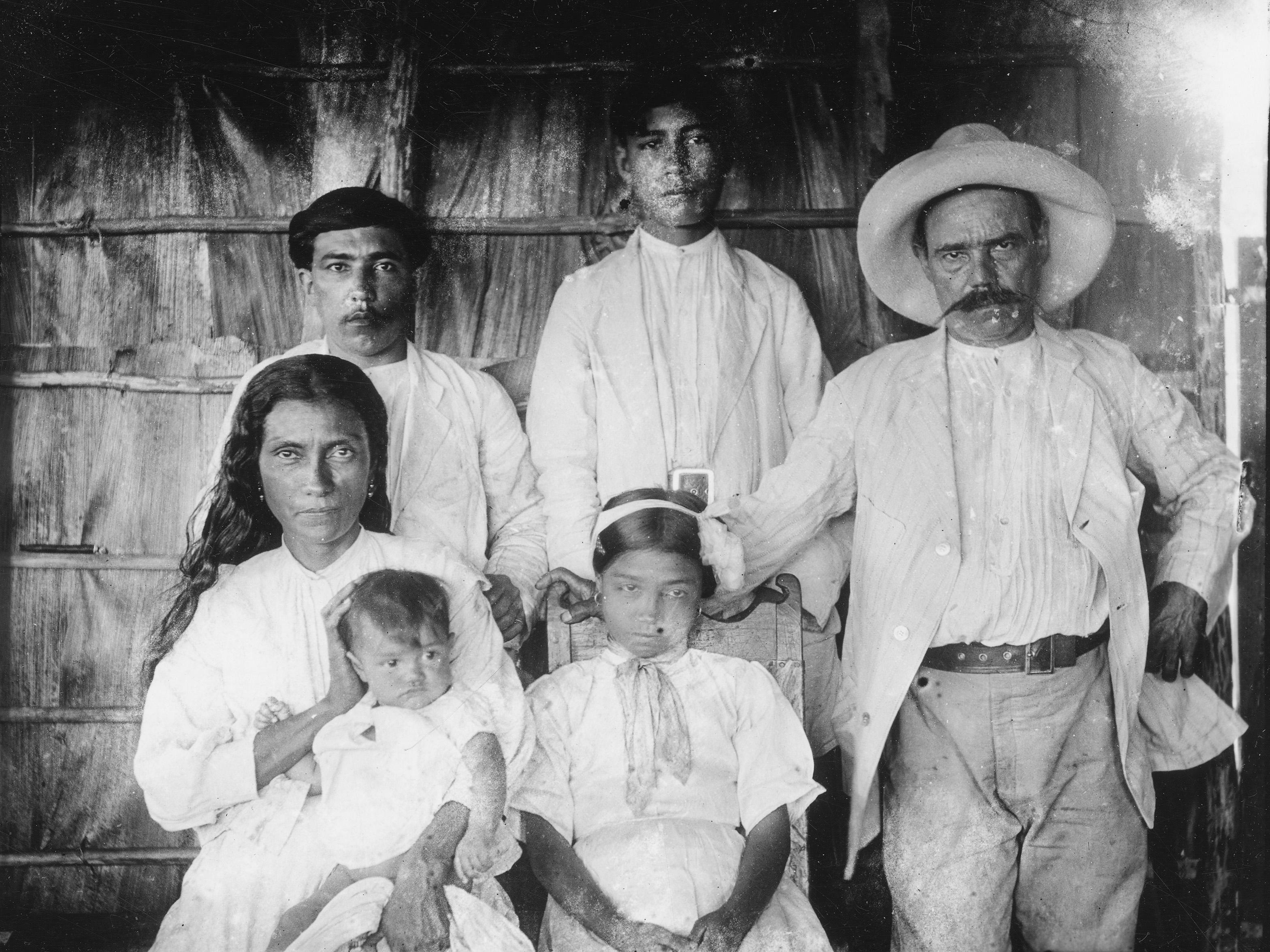
La mayoría de los taínos de hoy son de ascendencia mixta, como se sugiere en esta foto de 1919 de la familia Barrientos en Baracoa, Cuba, encabezada por una mujer indígena y un exsoldado español.

La evidencia logística conservada en algunas listas de vocabulario muestra claramente el parentesco de su lengua con las lenguas arawak de Sudamérica. Concretamente la forma de algunos de los primeros americanismos o préstamos de las lenguas arawak al español muestran cambios fonéticos que sugieren que la lengua de los taínos tenía un parentesco más estrecho con el guajiro que con otras lenguas arawak modernas:
(español) ají < *aší / (guajiro) haši / (arawak-lokono) hači < *hátʰi 'chile (pimiento)'
(español) aje < *áše / (guajiro) háiši / (arawak-lokono) haliči < *hálitʰi 'batata'
Estos ejemplos muestran que el taíno habría estado más cercano al guajiro que al lokono.
Aunque algunos autores han encontrado similitudes entre algunas costumbres, tradiciones, simbología y creencias, perciben una influencia de los pueblos mayas de la península de Yucatán, Guatemala y otras regiones adyacentes, esto podría sugerir una influencia cultural, pero no parece haber influencia lingüística profunda entre la lengua de los taínos y las lenguas mayas.

### Estudios del ADN de la etnia taína
Algunos historiadores y políticos llegaron a declarar que los habitantes prehispánicos del Caribe fueron completamente aniquilados tras la llegada de los españoles, pero los estudios de ADN mitocondrial (ADNmt) en Puerto Rico señalan que hay un 31.1 % de personas con ADNmt de origen amerindio, 5.4 % de origen africano subsahariano y 64.5 % con ADNmt de origen europeo. podrían ayudar a esclarecer las migraciones precolombinas. En definitiva, cerca de un 10 a 15 % del ADN total de los puertorriqueños es de origen taíno según un estudio realizado por la revista Nature.
Recientemente, unas pocas organizaciones neo-taínas, como la Confederación Unida de Taínos (una iniciativa internacional) y la Nación Tribal Jatibonicu Taíno de Borikén (Puerto Rico) han tomado la iniciativa para realizar estos reclamos. Algunos piensan que el movimiento de resurrección taíno puede verse como parte de un resurgimiento más amplio en la concientización y organización indígenas caribeñas. Las reclamaciones de herencia taína en Puerto Rico son controversiales y algunos eruditos como Jalil Sued Badillo, un historiador étnico de la Universidad de Puerto Rico, afirman que el registro oficial de los españoles, documentos históricos, hablan de la desaparición del pueblo taíno.
Los estudios al ADNmt estiman que un 15 y 18 % de los dominicanos tiene ascendencia taína directa por línea materna realizados entre 2006 y 2008 dirigido por la doctora Arlene Álvarez a 1200 individuos por la Universidad Central del Este y el Museo Arqueológico Regional Altos de Chavón. Otro estudio realizado por Alfredo Coppa y el Museo del Hombre Dominicano en 2001 la composición genética de la población dominicana era de un 0.7 % de ascendencia africana, 45 % amerindia, 51 % europea y 4,8 % de origen incierto, por el lado materno.
Por el lado de la herencia paterna 58 % proveniente de Europa, 36 % africano, 1 % amerindio y 5 % indeterminado en La Española. Los genes taínos tienden a ser más frecuentes en Cibao (provincias de Puerto Plata, Espaillat y Santiago) y en menor medida las regiones Suroeste y Sudeste (San Juan, Bahoruco, Azua, Peravia y San Cristóbal).
En cuanto a la población moderna, otro grupo de estudiosos de universidades puertorriqueñas realizó un estudio del ADN mitocondrial que ha aportado datos sorprendentes, descubrieron que la actual población de Puerto Rico tiene un alto componente genético taíno (aborigen puertorriqueño) y guanche (aborigen canario, especialmente de los guanches de la isla de Tenerife). Este tipo de genes guanches también se han detectado en la República Dominicana.
Eso indicaría que parte de los primeros contingentes llevados por los colonizadores europeos eran población autóctona llevada como esclava o forzadamente a las Antillas.

## Estructura sociopolítica
Se dividían en cuatro clases sociales: los naborias, los nitaínos, los bohiques o behiques y el cacique. En la estructura sociopolítica, de carácter teocrático-guerrero, el cacique y el bohique representan los poderes sobrenaturales del día y la noche.
La palabra cacique, por ejemplo, contiene el morfema ca (de cauni: "oro") porque el cacique representaba el poder solar del dios del fuego; por su parte, bohique tiene sus raíces en boa, coa, o toa y en la casa rectangular (el bohío), asociada a la mitad serpiente de la tribu, en su ordenamiento con principio de la dualidad. Parece probado que el ciclo mitológico maya del texto quiché Popol Wuj ejerció un fuerte influjo en las Antillas.

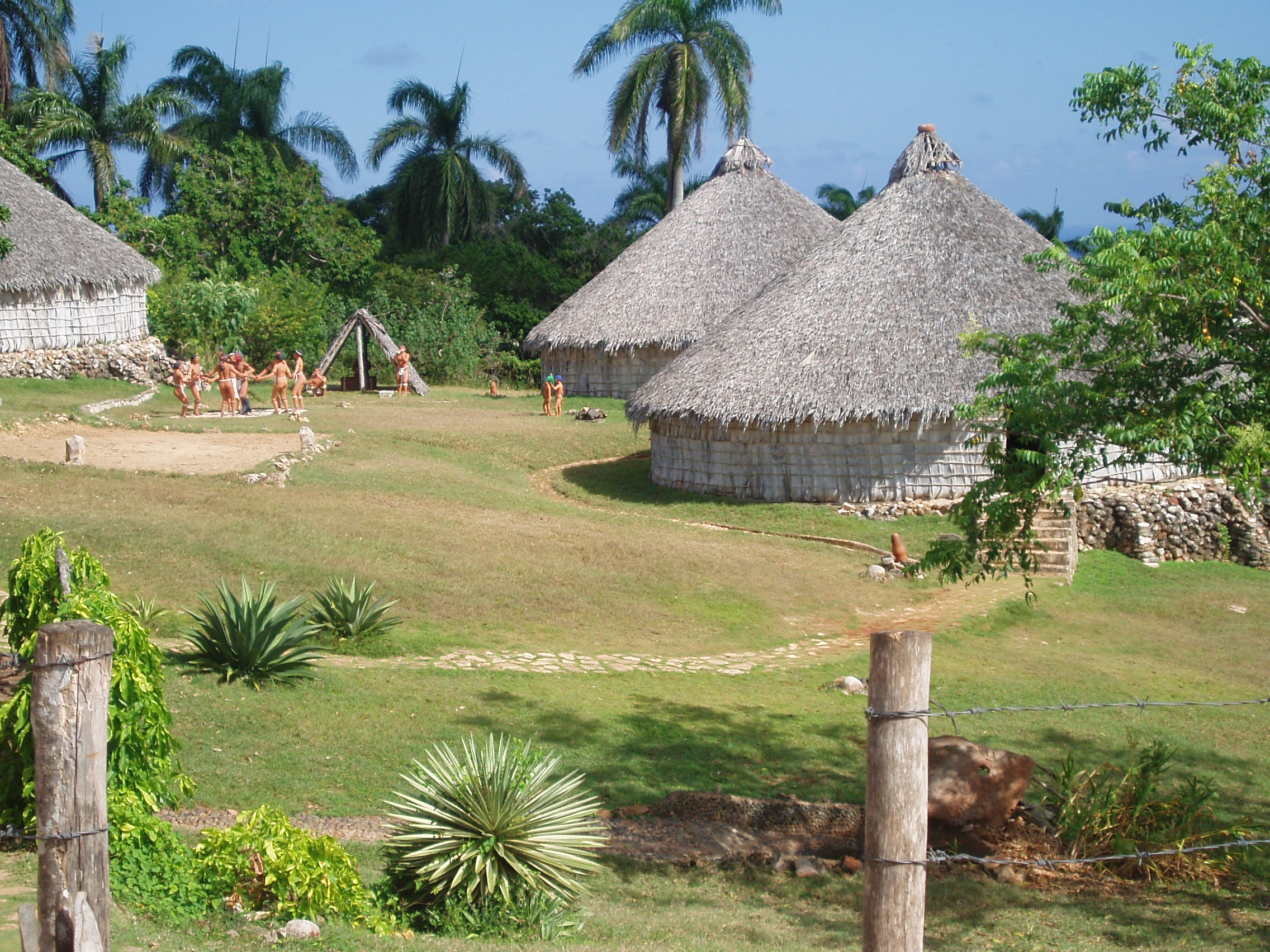
Reconstrucción de un poblado taíno en Cuba.

### Los caciques taínos
Los taínos estaban divididos en gran número de cacicazgos de desigual extensión, a veces unos tributarios de otros. El cronista Fernández de Oviedo narra que en La Española había cinco grandes caciques bajo los cuales gobernaban otros de menor importancia. Los caciques taínos recibieron pacíficamente a los conquistadores, al supuestamente considerarles, como otros tantos pueblos de América, dioses llegados del cielo.
Sin embargo, ante el mal trato que recibieron por parte de los recién llegados, los caciques organizaron a sus hombres y repelieron las agresiones que tenían el propósito de someterlos y esclavizarlos. Las modernas armas de los conquistadores (arcabuces, ballestas, cañones), sus petos y armaduras, fueron las claves de una lucha desigual que llevó a la derrota de los caciques taínos. Los taínos denominaban cacique al jefe de una unidad territorial cuyo poder era limitado a un yucayeque, caserío, valle, etc.
Para el año de 1492, en Quisqueya (la Española), existían cinco cacicazgos: Higüey, Maguá, Maguana, Marién y Jaragua, gobernados por los siguientes caciques: Cayacoa en Higüey, Guarionex en Maguá, Caonabo (de ascendencia Caribe) en Maguana, Guacanagarix en Marién y Bohechío (sucedido por su hermana la princesa Anacaona) en Jaragua.
En la época del arribo de los europeos a América, entre los caciques más importantes de Boriquén (nombre aborigen de la isla de Puerto Rico) y sus áreas de gobierno estaban: Agüeybana y Guaybaná (Guánica) —dos de los más poderosos de la isla—, Aramaná (en las riberas del río Toa), Arasibo (en Arecibo), Cacimar (en Vieques), Caguax (en Caguas), Canóvanas (en el área del río Grande de Loíza y río Cubuy o Cayniabón), Daguao (en Ceiba), Guacabo (en Manatí), Guaraca (en el área del río Guayanés), Guarionex (en Utuado), Guamanix (en Guayama), Jumacao (en Humacao), Hayuya (en Jayuya), Yuisa (en Loíza), Luquillo (en Luquillo), Mabodomaca (en Guajataca), Mabó (en Guaynabo), Majagua (en Bayamón), Mayagoex (en Mayagüez) y Orocobix (en Orocovis).
Los poblados estaban organizados en claros de la selva, tierra adentro, con dos clases de habitáculos: el bohío (vivienda común circular de los habitantes del yucayeque) y el caney (más grande, rectangular y con ventanas, donde habitaba el cacique con su familia). Estas viviendas se construían con hojas de hinea (que se recoge en ríos y lagos), y maderas de los árboles de capá prieto y canela cimarrona. Para dormir usaban hamacas tejidas de algodón (la palabra hamaca es voz taína).
La vestimenta de los taínos era ajustada al medio tropical donde crecía su cultura. Los invasores españoles hallaron a los hombres cubiertos con un simple taparrabos y a las mujeres casadas con un delantal de paja, algodón u hojas llamado naguas. Las mujeres solteras andaban desnudas. Ambos sexos se aplicaban pintura corporal negra, blanca, roja y amarilla. Decoraban sus cuerpos con tatuajes religiosos para protegerse de los malos espíritus y horadaban orejas y labios con oro, plata, piedra, hueso y concha.
Entre los útiles confeccionaban cestas, cacharros de cerámica, tallaban la madera, hilaban redes y manufacturaban el oro, abundante en los ríos de Cuba, La Española y Puerto Rico. Los españoles extrajeron más de diez toneladas de oro, agotando las reservas de la isla y expoliando los pocos objetos de interés que tenían los ajuares de los caciques.

### Matrimonio
Los caciques practicaban la poliginia por razones políticas, diplomáticas y de estrategia militar, siendo infrecuente entre el común del pueblo, donde era común el matrimonio monógamo por amor.[cita requerida] Esta práctica estaba justificada por el exceso de muchachas en edad núbil y porque entre los taínos era un deshonor no tener hijos. Las relativas riquezas de los caciques, su estatus y las pocas aspiraciones del pueblo, permitían a éstos poseer varias mujeres e hijos. La poligamia creció por la constante lucha contra los indios caribes.
Las numerosas bajas entre la población masculina y la imperiosa necesidad de mantener un nivel de población, fueron factores determinantes para propagar la poligamia entre las tribus taínas antillanas. Los caciques tenían muchas mujeres, pero eran mujeres de tratado, a las que llamaban lieguas. Las mujeres tenían que ser vírgenes y mayormente las utilizaban para mantener la paz con los indios caribes. El cacique Bohechío tenía 30 mujeres, pero solamente quería a una,[cita requerida] las demás eran para mantener la paz con los demás yucayeques. La fidelidad jugaba un rol fundamental desde la época del matrimonio precolombino, por lo que el adulterio era severamente condenado, inclusive con la pena de muerte del adúltero contemplada dentro del ordenamiento jurídico indígena del pueblo taíno.

### Economía
La principal actividad económica de los taínos era la agricultura; para lo cual construían sembrados que llamaban conucos. Cultivaban mandioca o yuca en sus variedades dulce y amarga, para lo cual empleaban abonos y sistemas de riego; otros cultivos importantes eran: maíz, cacahuate (o maní), pimienta, piña, cacao, patata, algodón y tabaco.[cita requerida]
Cazaban pequeños roedores como las jutías, iguanas, algunas variedades de pájaros como la higuaca y serpientes; pescaban con varias técnicas empleando anzuelos, redes, veneno, etc.[cita requerida]
Fabricaban objetos como la hamaca, camas de leña (o coyes, como las llamaban). Fermentaban la yuca para obtener una bebida embriagadora llamada uicú o cusubí. El casabe, que es una especie de pan de yuca o torta circular de yuca tostada al sol o al fuego, formaba parte de su dieta regular y es consumido aún hoy día en la zona del Caribe. Aún se fabrica en Venezuela (utilizando una especie de yuca amarga), República Dominicana y en la región oriental de Cuba.[cita requerida]

## Aspectos inmateriales

### Religión

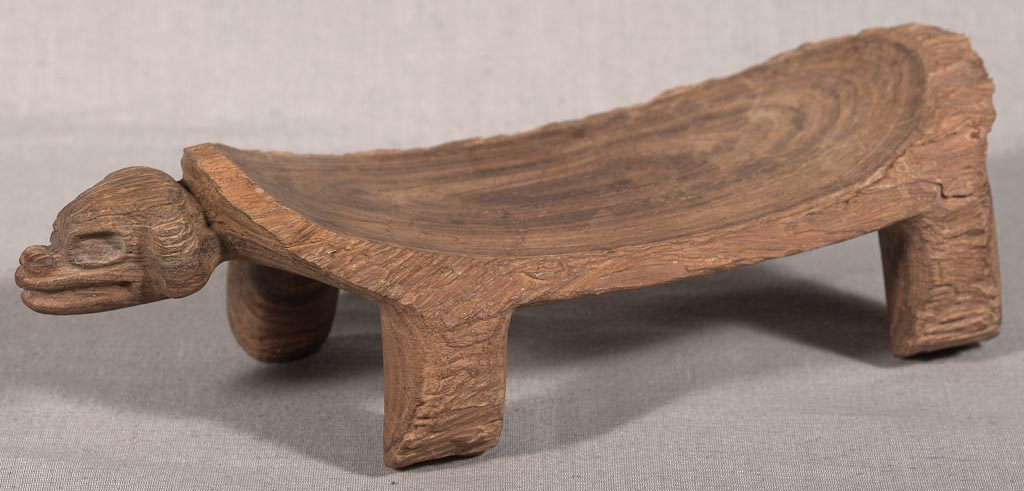
Duho, silla baja ceremonial taína.

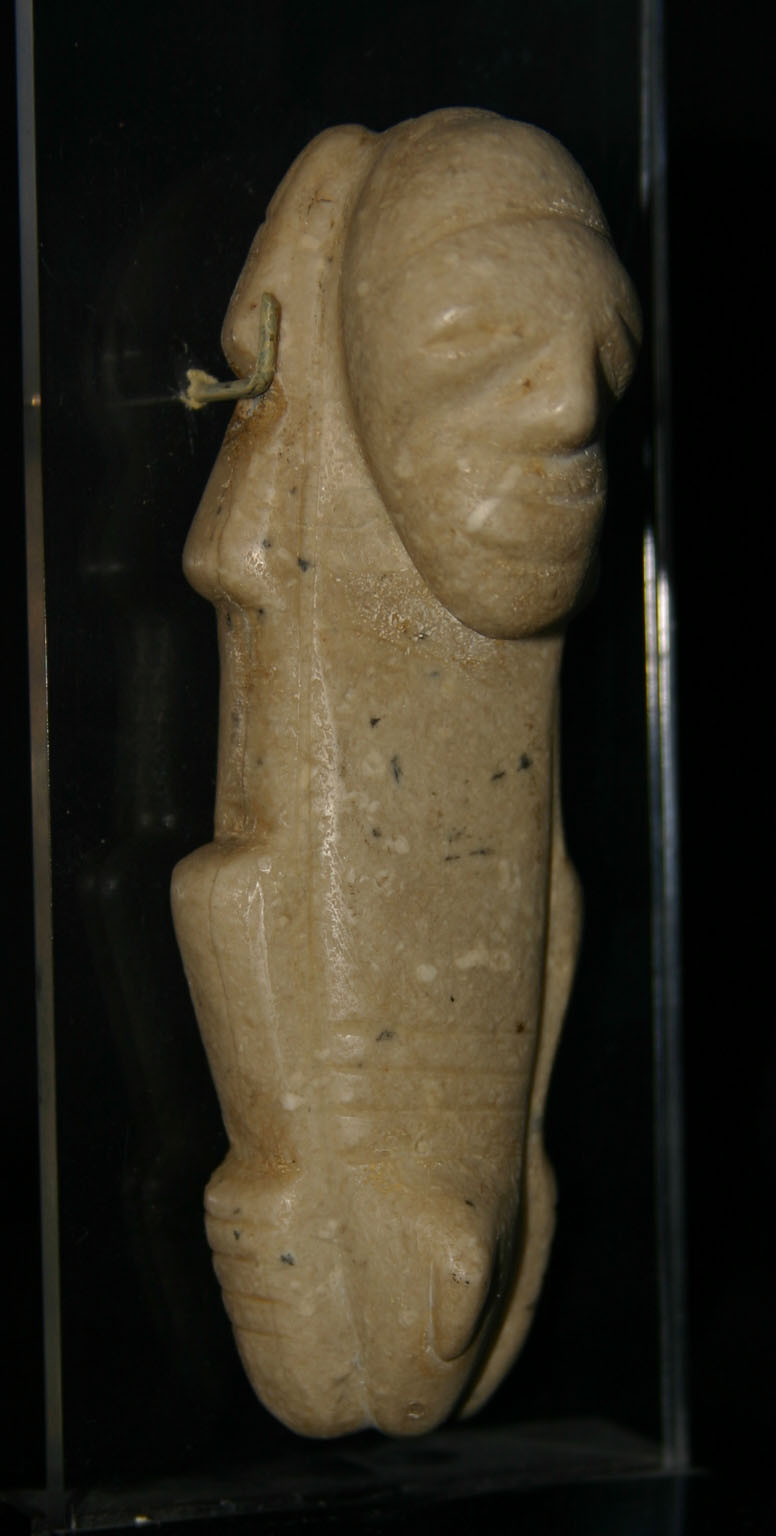
Escultura de un cemí o espíritu protector taíno.
Lombards Museum

Los taínos tuvieron una creencia religiosa politeísta como muchos indígenas de Las Américas. La divinidad principal era YaYa. También se le conoce como Semign (que significa "Dios" en lengua arahuaca taína). Anteriormente se creía que Jurakan (origen del término huracán) era el dios del mal, puesto que el panteón fue interpretado según la creencia dual del catolicismo. En realidad, había varios espíritus que, cuando se unían, causaban destrucción al pueblo taíno. Juracán era el nombre que le daban los taínos a los fenómenos atmosféricos conocidos hoy por huracanes y tormentas tropicales. En la creencia taína, quien realmente desataba estos huracanes era Guabancex, quien era acompañada por Guataubá y Cuatrisquie.
El monte más importante en la cultura taína era la montaña actualmente llamada El Yunque, donde hacían las ceremonias principales para su Dios (el nombre actual se deriva del nombre "Yuké", que era el nombre que los taínos le daban).

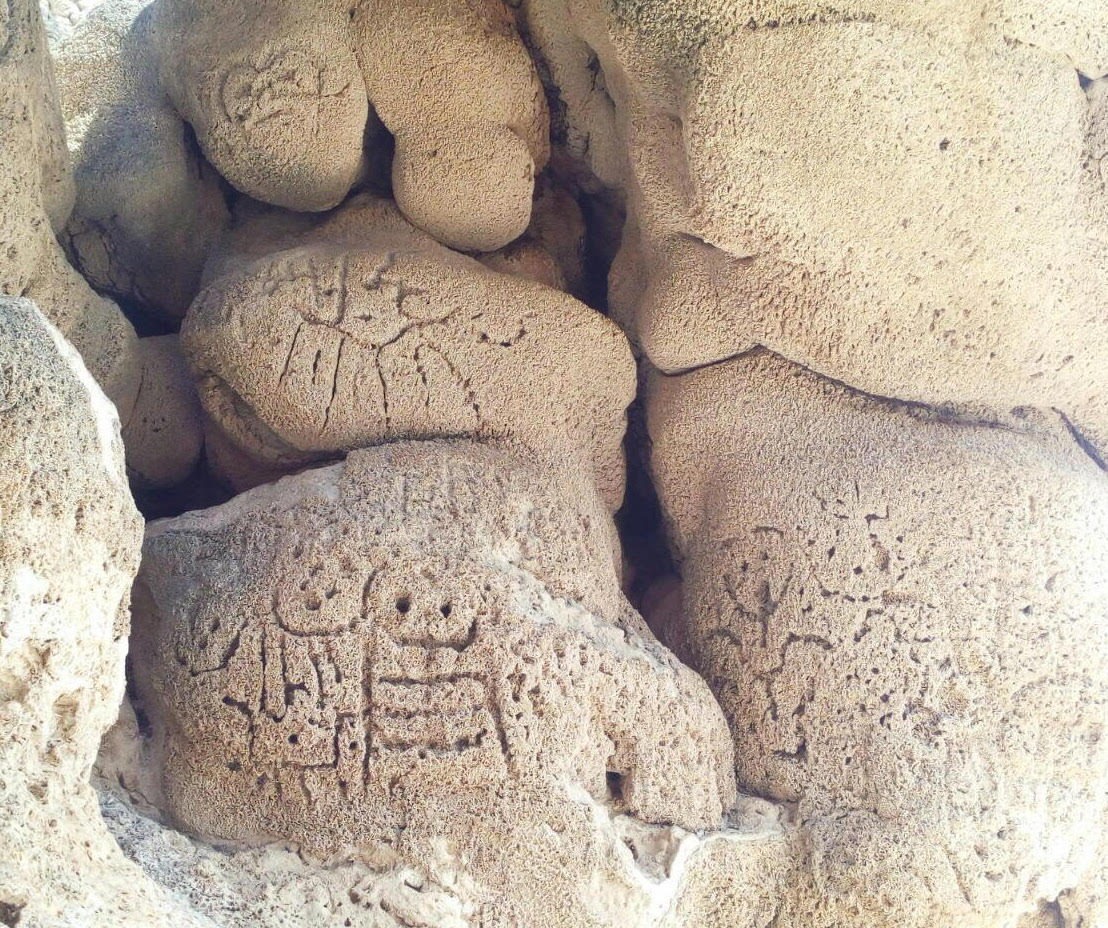
Las caritas de los indios, arte taíno, República Dominicana.

### Animismo
Sin embargo, el rasgo más característico de la mitología taína fue considerar a los espíritus respecto a los hombres y animales, plantas y seres inanimados.
En las creencias religiosas de la cultura taína, los hupia son los espíritus de los muertos y se diferencian de los goeiza: espíritus de los vivos. Si bien la vida goeiza había forma clara, después de la muerte el espíritu se dio a conocer como un hupia y se fue a vivir al Coaybay.
Este animismo confería al Bohití o bohíque, médico brujo, grandes poderes, al ser el encargado capaz de comunicarse con los espíritus. Para este fin confeccionaban ídolos de algodón, piedra, hueso, concha y otros materiales, que recibían el nombre de cemíes. Los cemíes tenían poderes sobre el hombre, ya que en ellos residían los espíritus de antepasados muertos, rocas, árboles, etc.
En 1907, Fewkes estudió los ídolos taínos, llegando a la siguiente conclusión: los taínos creían en dos seres sobrenaturales llamados cemíes que eran los progenitores de los demás. Estos dos padres creadores estaban simbolizados por ídolos de piedra, madera o barro, a quienes los indígenas rezaban sus oraciones y en cuya presencia celebraban los ritos para implorar la abundancia de frutos y la dicha de la raza humana. Un grupo de estos sobrenaturales cemíes tutelaban y representaban a los antepasados del clan. El culto de estos ídolos se hallaba supeditado a las familias y sus imágenes eran guardadas en la casa-templo del cacique.
Ramón Pané, fraile que entre 1494 y 1498 vivió entre los taínos de Santo Domingo, es tajante respecto a las creencias religiosas, decía que Yocahú (el padre creador) vive en el cielo, es un ser inmortal al que nadie puede ver y aunque tiene madre no tiene principio. Su madre, diosa sin principio también, tiene varios nombres: Atabey, Yermao, Guacar, Apito y Zuimaco.
Gonzalo Fernández de Oviedo, cuando habla de la pareja divina, dice: «El cemí es el señor del mundo, del cielo y la tierra. Yocahú es la divinidad suprema, hijo y abuelo mítico invisible e intangible como el fuego, como el viento, el sol o la luna[cita requerida]. En los museos puertorriqueños hay abundantes muestras de estos curiosos ídolos, los cemíes, cuya forma ha suscitado entre los ufólogos variadas especulaciones.

### Entretenimiento

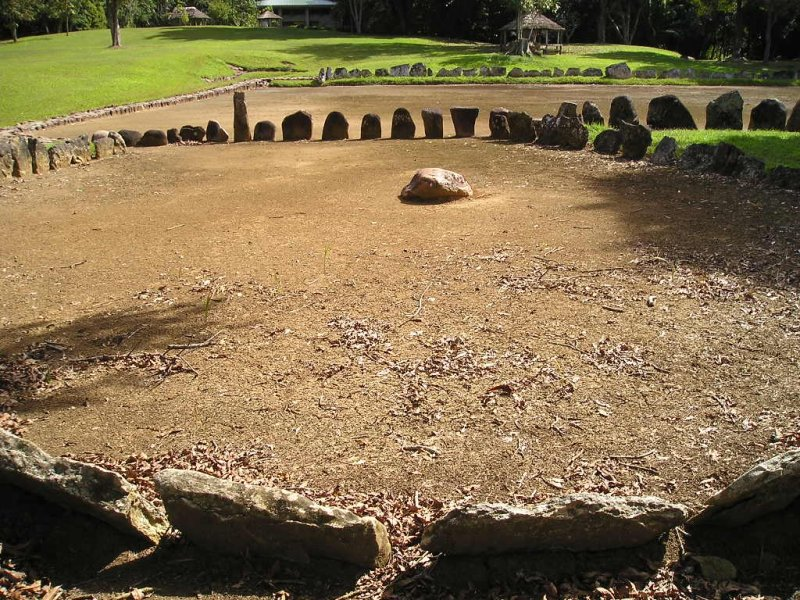
Batey o cancha ceremonial de batú en Caguana, Puerto Rico.

Los taínos se divertían de diferentes maneras, a través del baile, la música y el juego de pelota. Este último era conocido como batú y se jugaba en un espacio llamado batey. El juego despertó el interés de los colonizadores españoles, debido a que la pelota que utilizaban (que estaba hecha de las raíces de la planta llamada Cupey) rebotaba y este fenómeno era desconocido en Europa. El juego de pelota se jugaba entre 2 equipos de hasta 30 jugadores (hombres y mujeres) que tenían que mantener la bola en el aire con su cabeza, rodillas, muslos y cadera.
Los principales rituales taínos escenificaban danzas sagradas llamadas areítos, acompañadas de diversos instrumentos, principalmente tambores. Entre las plantas más utilizadas estaba el tabaco.
El árbol de cohoba se utilizaba durante una ceremonia religiosa («el ritual de la cohoba») en la cual el cacique, el bohique y los nitaínos se comunicaban con los espíritus.

### Paralelismos con otras cosmovisiones
Rodolfo R. Schuller, en El huracán: dios de la tormenta, y el Popol Vuh, señala muchos paralelismos con las tradiciones mayas. Esto podría sugerir contactos entre estos pueblos aunque es poco probable que existiera un origen común.
Pese a esto, la hipótesis más aceptada es la procedencia sudamericana de los taínos, ya que se considera que el parentesco lingüístico es una evidencia más fiable de origen común que algunas tradiciones culturales de ellos.

## Población
Estimaciones de diversas fuentes sobre la población de La Española desde 1492:
| Fuente                                                | Estimación                                   | Fecha         | Fuente                                                              | Estimación                                           | Fecha     |
| ----------------------------------------------------- | -------------------------------------------- | ------------- | ------------------------------------------------------------------- | ---------------------------------------------------- | --------- |
| Fernandes, Sirak, et al.                              | 500-8150 (incluye Puerto Rico y La Española) | antes de 1492 | Verlinden (1973)                                                    | 60 000                                               | 1492      |
| Amiama (1959) Rosenblat (1959 y 1976)                 | 100 000                                      | 1492          | Lipschutz (1966)                                                    | 100 000-569 000                                      | 1492      |
| F. Moya Pons (1977)                                   | 377.559                                      | 1492          | N. D. Cook (1993)                                                   | 500 000-750 000                                      | 1492      |
| Moya Pons (1971)                                      | 600 000                                      | 1492          | Zambardino (1978) Denevan (1992)                                    | 1 000                                                | 1492      |
| Denevan (1976)                                        | 1 950 000                                    | 1492          | Watts (1987)                                                        | 3 000 000-4 000                                      | 1492      |
| Borah & Cook (1971)                                   | 7 975 000 (margen de 4 a 14 millones)        | 1492          | Federmann (1557) Chaunu (1955-1960) Córdoba (1968)                  | 500 000                                              | 1492      |
| Oscar Ferdinand Peschel (1845)                        | 200 000-300 .000                             | 1492          | Las Casas (1527-1563) Fernández de Oviedo (1535-1557) Guerra (1988) | 1 100 000                                            | 1492      |
| Las Casas (1527-1563)                                 | 1 100 000                                    | 1496          | Miguel de Pasamonte (1508) Peschel (1845) Las Casas (1527-1563)     | 60 000                                               | 1508      |
| Las Casas (1527-1563)                                 | 40 000                                       | 1509          | Las Casas (1527-1563) Fernández de Oviedo (1535-1557)               | 60 000                                               | 1510      |
| Diego Colón (1510)                                    | 33 523                                       | 1510          | Chaunu (1955-1960)                                                  | 100 000 (incluyendo muchos fugitivos en el interior) | 1510      |
| Peschel (1845)                                        | 20 000                                       | 1512          | Peschel (1845)                                                      | 14 000                                               | 1514      |
| Cook (1993)                                           | 26 334                                       | 1514          | Lucena (1982)                                                       | 25 303                                               | 1514      |
| Lucena (1982)                                         | 11 000                                       | 1517          | Cook (1993)                                                         | 18 000-19 000                                        | 1518-1519 |
| Las Casas (1527-1563) Fernández de Oviedo (1535-1557) | 16 000                                       | 1520          | Federmann (1557)                                                    | 20 000                                               | 1529-1532 |
| Las Casas (1527-1563) Fernández de Oviedo (1535-1557) | 10 000                                       | 1530          | Cook (1993)                                                         | 2000                                                 | 1542      |
| Peschel (1845)                                        | 150 (2 pueblos de indios)                    | 1570          | Rosenblat (1954)                                                    | 500                                                  | 1570      |

Diversas estimaciones de la población indígena desde 1492 en las Antillas:
| Fuente                                | Estimación      | Fecha | Fuente                                                   | Estimación                       | Fecha |
| ------------------------------------- | --------------- | ----- | -------------------------------------------------------- | -------------------------------- | ----- |
| Puerto Rico                           |                 |       |                                                          |                                  |       |
| B. Bennassar & L. Bennassar (1992)    | 500.000         | 1492  | Rosenblat (1959 y 1976)                                  | 50.000                           | 1492  |
| Lucena (1982)                         | 50.000          | 1500  | Rivera Bermúdez (1980)                                   | 30.000                           | 1508  |
| Bunker (1975)                         | 50.000-125.000  | 1508  | Toro Sugrañes (1996)                                     | 20.000-100.000                   | 1508  |
| Brau (1983) Scarano (2000)            | 5.000           | 1514  | Las Casas (1527-1563)                                    | 6.000                            | 1515  |
| I. P. Magidovich (1980)               | Menos de 4.000  | 1515  | Las Casas (1527-1563)                                    | Poco más de 2000                 | 1530  |
| Cabildo de Puerto Rico (1540)         | 50              | 1540  | Rosenblat (1954)                                         | 300                              | 1570  |
| Empadronamiento colonial (1777)       | 1.700           | 1777  | Empadronamiento colonial (1777)                          | 1.756                            | 1777  |
| Empadronamiento colonial (1787)       | 2.302           | 1787  | Empadronamiento colonial (1799)                          | 2.300                            | 1799  |
| Cuba                                  |                 |       |                                                          |                                  |       |
| Lucena (1982) Rosenblat (1959 y 1976) | 80.000          | 1492  | B. Bennassan & L. Bennassan (1992) Las Casas (1527-1563) | No menos de 200.000              | 1511  |
| Muñoz Azpiri (2005)                   | 1.000.000       | 1511  | Muñoz Azpiri (2005)                                      | 14.000                           | 1517  |
| Las Casas (1527-1563)                 | 4.000           | 1531  | Las Casas (1527-1563)                                    | 2000                             | 1542  |
| Rosenblat (1954)                      | 1350            | 1570  |                                                          |                                  |       |
| Jamaica                               |                 |       |                                                          |                                  |       |
| Lucena (1982)                         | 60.000          | 1492  | Rosenblat (1959 y 1976)                                  | 40.000                           | 1492  |
| B. Bennassan & L. Bennassan (1992)    | 100.000-150.000 | 1492  | Lucena (1982)                                            | 14.636                           | 1515  |
| Bahamas Antillas Menores              |                 |       |                                                          |                                  |       |
| Rosenblat (1959 y 1976)               | 30.000          | 1492  | Dold (2002)                                              | 40.000-50.000 (solo las Bahamas) | 1492  |

A pesar de la existencia del aún mito de su extinción estudios genéticos e históricos indican que parte de la población indígena sobrevivió a la catástrofe demográfica vivida a fines del siglo XV y la primera mitad del XVI. Dichas estimaciones hablan de entre un 80 y 90 % de mortandad, principalmente por las enfermedades traídas por los españoles y a las que los taínos no tenían defensas naturales propias, lo que significa, sin embargo, que varios miles o decenas de miles sobrevivieron principalmente huyendo a las zonas montañosas y más boscosas de las islas, menos habitables e inaccesibles para los colonos y soldados españoles. En el caso de Puerto Rico algunos de los sobrevivientes escaparon a las islas de Barlovento. Finalmente los sobrevivientes terminaron por mestizarse y sufrir un proceso de aculturación y sincretismo cultural con los nuevos pobladores europeos y africanos.

## Palabras de origen taíno
Listado de palabras taínas que están incluidas en el diccionario de la Real Academia Española.
- ají (haxí)
- anón
- areíto
- arepa
- barbacoa
- batata
- batey
- bija
- bohío
- boricua
- cacique
- canoa
- tupeo
- caney
- carey
- caribe
- casabe
- cayuco
- cocuyo
- comején
- conuco
- dajao
- enagua
- fotuto
- guanábana
- guanikeyu
- guaraguao
- guasábara
- guasasa
- guayaba
- guayabera
- güiro
- hamaca
- huracán
- hutia
- iguana
- jagua
- jíbaro
- macana
- macuto
- naiboa
- nigua
- piragua
- quemí
- sabana
- taíno
- yaguasa
- zunzún

Otras palabras de origen taíno son:
- caculo
- cemí
- chin-chin
- choreto
- guatibirí
- jobo
- maíz
- manigua
- mime
- nagua
- ñame
- yautía